# 蛇雄
蛇雄（だお、1948年 - ）は、愛知県刈谷市出身の画家。無所属。
- 1964年、星城高等学校を3ヶ月で中途退学。
- 1974年、独学で油絵を描き始める。

一貫して独特な世界観の幻想絵画を描き続ける芸術家である。

## 出版
- DAO 深海のヴィーナスたち, 2002年